# Dottrina di Addai
La dottrina di Addai è un apocrifo del Nuovo Testamento scritto in siriaco probabilmente nel IV secolo. È riferita ad Addai (nome siriaco corrispondente a Taddeo), ovvero a Taddeo di Edessa, secondo la tradizione uno dei settanta discepoli di Gesù, da non confondersi con l'apostolo Giuda Taddeo.
Il testo descrive l'invio di una lettera del re Abgar V a Gesù Cristo elogiandolo per i miracoli e la saggia dottrina, e invitandolo a Edessa per poterlo adorare e convertirsi a lui. Gesù non risponde, ma dopo la sua morte e risurrezione Tommaso apostolo invia il discepolo Addai-Taddeo a re Abgar, il quale è guarito dal mandylion che Addai gli porta e si converte al cristianesimo, seguito dall'intera città di Edessa. 